# Tadeusz Chełchowski
Tadeusz Marian Chełchowski (ur. 25 marca 1902 w Rzekuniu, pow. ostrołęcki, zm. wiosną 1940 w Katyniu) – polski nauczyciel, podporucznik artylerii rezerwy Wojska Polskiego, ofiara zbrodni katyńskiej.

## Życiorys
Urodził się w rodzinie Stanisława i Kamili z Bronowiczów. Uczestnik wojny 1920. Absolwent Seminarium Nauczycielskiego im. Króla Zygmunta Augusta w Białymstoku. W 1924 ukończył Szkołę Podchorążych Rezerwy Piechoty w Ostrowi-Komorowie. W 1934 był w stopniu podporucznika (starszeństwo z dniem 1 stycznia 1929 i 55 lokatą w korpusie oficerów rezerwy artylerii) z przydziałem do 30 pułku artylerii lekkiej. Podlegał pod PKU Brześć n. Bugiem.
W okresie międzywojennym pracował jako nauczyciel.
W czasie kampanii wrześniowej 1939, po agresji ZSRR na Polskę, w nieznanych okolicznościach wzięty do niewoli przez Sowietów i osadzony w obozie jenieckim w Kozielsku. 28 kwietnia 1940 przekazany do dyspozycji naczelnika smoleńskiego obwodu NKWD, lista wywózkowa LW 052/3 poz. 23, akta osobowe nr 4664, z 27 kwietnia 1940. Został zamordowany 30 kwietnia 1940 przez funkcjonariuszy NKWD w lesie katyńskim i tam pogrzebany w bezimiennej mogile zbiorowej, gdzie od 28 lipca 2000 mieści się oficjalnie Polski Cmentarz Wojenny w Katyniu. W miejscu tym prowadzone były ekshumacje i prace archeologiczne. Zidentyfikowany podczas ekshumacji prowadzonej przez Niemców w 1943 pod numerem 2500 (w spisie określony jako Chołowski Tadeusz), zapis w dzienniku ekshumacji pod datą 18 maja 1943. Przy jego zwłokach zostały odnalezione: legitymacja oficerska i legitymacja Krzyża Walecznych. Figuruje na liście AM 233-2500 i liście Komisji Technicznej PCK pod numerem 2500.

### Życie prywatne
Mieszkał w Brześciu n. Bugiem, tam uczył w szkole powszechnej i był komendantem miejscowego Strzelca. Miał żonę Marię, synów Józefa i Janusza.

## Upamiętnienie
- 5 października 2007 minister obrony narodowej Aleksander Szczygło mianował go pośmiertnie na stopień kapitana[14][15][16]. Awans został ogłoszony 9 listopada 2007 w Warszawie, w trakcie uroczystości „Katyń Pamiętamy – Uczcijmy Pamięć Bohaterów”[17][18][19].
- Dąb Pamięci w ogrodzie szkolnym jak również wykonano tablicę pamiątkową upamiętniającą Absolwentów Seminarium Nauczycielskiego im. Króla Zygmunta Augusta w Białymstoku[20] przy ul. Warszawskiej 8. Certyfikat Dębu nr 002167/002543/WE/2010[21].
- esejem w książce Sprzączki i guziki z orzełkiem ze rdzy... Obraz ofiar Zbrodni Katyńskiej w pracach plastycznych młodego pokolenia, Warszawa 2012, s. 216.

## Ordery i odznaczenia
- Krzyż Walecznych [2]
- Srebrny Krzyż Zasługi (19 marca 1931)[22]